# Ghada al-Samman
Ghada al-Samman (née en 1942 à Damas) est une auteure et nouvelliste syrienne, auteure d'une quarantaine d'ouvrages.

## Biographie
Née dans une famille bourgeoise, sa mère, elle aussi écrivain, meurt lorsque al-Samman est encore une enfant tandis que son père, qui prend alors soin d'elle, est professeur et doyen de l'Université de Damas. Plus tard, il deviendra Ministre de l'Éducation de Syrie. Elle obtient un baccalauréat universitaire en anglais à l'Université de Damas et une maîtrise universitaire ès lettres à l'Université américaine de Beyrouth avec une thèse sur le théâtre de l'absurde. Après ce diplôme, elle part faire des recherches de troisième cycle à Londres. Après avoir visité plusieurs pays occidentaux en 1966 et 1967, elle s'installe à Beyrouth « lui donner [sa] liberté d’expression »,. Elle travaille alors comme lectrice ainsi que comme journaliste.
En 1977, elle y fonde sa propre maison d'édition à Beyrouth, la Ghada al-Samman Publications. En 1978, elle commence la publication de ses « Travaux Incomplets » dont une partie de ses interviews réalisées en tant que journaliste. Lorsque éclate la guerre du Liban en 1984, elle fuit le pays avec son époux et son fils pour se réfugier à Paris. Ses deux premiers romans sont en partie autobiographique et se situent au moment de la guerre du Liban.
Ses livres sont traduits en français, anglais, allemand, italien, espagnol, polonais, russe, japonais et farsi.

## Œuvres
- Tes yeux sont mon destin, 1962
- Nuits des étrangers, 1966
- Beyrouth 75, 1975
- Cauchemars de Beyrouth, 1977
- La nuit du milliard, 1986
- Lettres (d’amour) de Ghassan Kanafani à Ghada al-Samman, 1992
- Lettres de nostalgie du jasmin, 1996
- Le roman impossible, mosaïque damascène, 1997
- Le bal masqué des morts, 2003